# U Staré Vápenice
U Staré Vápenice je přírodní památka na území obce Mokrá-Horákov v okrese Brno-venkov (správa AOPK Brno). Nachází se na Ochozské plošině (součást Drahanské vrchoviny) v nivě a na východním svahu jižní částí údolí Říčky.
Důvodem ochrany je geomorfologicky cenné území (vápencové útesové bradlo nad údolím potoka) s původními geobiocenózami lesních porostů buko-dubového stupně a suťových lesů se vzácnou květenou. 

## Geologie
Podloží tvoří devonské líšeňské souvrství s hádsko-říčskými a křtinskými vápenci s přechodem do bazálních klastik. V nivě Říčky jsou uloženy kvartérní fluviální sedimenty. Půdy reprezentuje rendzina typická a luvizem typická, kolem vodního toku glej typický.

## Flóra
Z dřevin jsou dominantně zastoupeny buk lesní (Fagus sylvatica), dub zimní (Quercus petraea), habr obecný (Carpinus betulus) a jako příměs borovice lesní (Pinus sylvestris) či bříza bělokorá (Betula pendula), významný je výskyt mohutných jedinců jeřábu břeku (Sorbus torminalis). Na sutích roste lípa velkolistá (Tilia platyphyllos) a javor klen (Acer pseudoplatanus), v nivě olše lepkavá (Alnus glutinosa), mezi keři dřín jarní (Cornus mas), klokoč zpeřený (Staphylea pinnata), mahalebka obecná (Prunus mahaleb). Vzácnější rostlinstvo zastupuje lilie zlatohlávek (Lilium martagon), lýkovec jedovatý (Daphne mezereum), medovník velkokvětý (Melittis melissophyllum), prvosenka jarní (Primula veris), okrotice bílá (Cephalanthera damasonium), oměj vlčí (Aconitum lycoctonum), vemeník dvoulistý (Platanthera bifolia) a další.

## Fauna
Z bezobratlých je tu píďalka netýkavková (Xanthorhoe biriviata), šerokřídlec javorový (Trichopteryx carpinata), hřbetozubec tmavoúhlý (Drymonia obliterata), blýskavka lemovaná (Amphipyra perflua), ptáky zastupuje lejsek bělokrký (Ficedula albicollis) či strakapoud velký (Dendrocopos major).